# 不合格
品質管理中的不合格（英語：nonconformity）簡稱NC，有時也會稱為缺陷，是指偏離规范、标准或預期的情形。有許多種針對不合格嚴重性分類的方式，常見的分類方式會分為三類或四類，若是四類，可能會是critical、serious、major和minor。
有些情形會允許不合格和缺陷為同義，可以混用。有些產業會區分不合格和缺陷：不合格是指沒有符合預期狀態以及規格，而缺陷是指不符合一般使用的需求。這可以從國際軟體工程標準ISO/IEC 25010（以前的ISO/IEC 9126），其中定義不合格是不符合需求，而產品缺陷是不符合預期的使用需求。

## 不合格的分類
為了要確保產品或是服務的品质，需要針對不合格進行分類，這樣也可以較有效率的改善不合格的情形。許多品質管理的實務會用較簡單的三類或是四類分類系統。像美國國家航空暨太空總署針對政府採購產品和服務的不合格分為三級：次要（minor）、主要（major）和關鍵（critical）。不過，有些產業會發展針對產業應用的分級系統。像汽車產業使用10級的系統，對不合格做較細的分類，沒有問題的為0，中等的不合格為6（車輛或零件可以運作，但其舒適性或方便性受到影響)，沒有預警的危害為10（有潛在的失效模式，會在沒有預警的情形下影響安全的車輛運作）。這些分類系統有助於發現以及修正不合格（或缺陷）的情形。

## 不合格的原因
以下是常見造成不合格的原因：
- 溝通不良（或是溝通錯誤）
- 文件化不良（或是沒有文件化）
- 人員沒有訓練或是訓練不足
- 人員激勵不足
- 材料品質不良（或是缺乏適當物料）
- 不良的品質工具及設備（或是沒有適當的工具或設備）
- 工作環境不良或功能失調